# Шахтинська справа

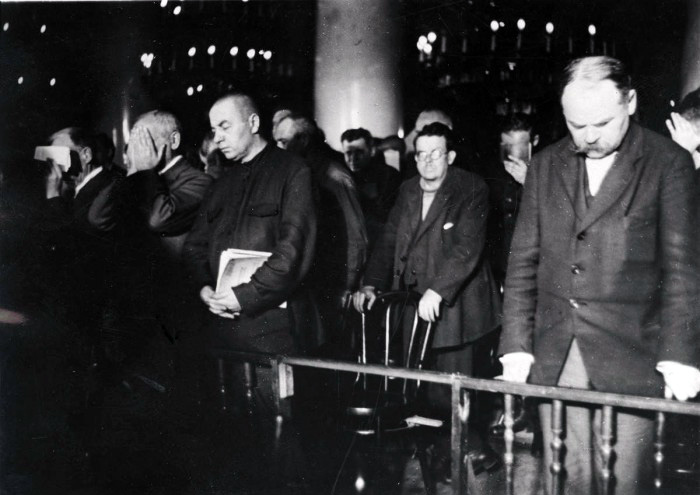
Підсудні під час оголошення вироку.

Шахтинська справа (оф. «Шахтинський процес») — «Справа про контрреволюційну організацію інженерів та техніків, що працювали в кам'яновугільній промисловості СРСР» — сфабрикований судовий процес над «шкідниками» у вугільній промисловості у Шахтинському районі Донбасу. Перший політичний процес в СРСР, під час якого засуджено велику групу керівників вугільної промисловості Донбасу. Проходив 18 травня — 6 липня 1928 у Москві.

## Судова справа
Судову справу розглядав спеціальний склад Верховного Суду СРСР (голова — ректор МДУ А. Вишинський, члени — М. Васильєв-Южин, В. Антонов-Саратовський, М. Курченко та С. Кисельов). Державними обвинувачами були прокурор РФСРР М. Криленко та Г. Рогинський, громадськими — Г. Гринько, С. Шейн, Крумін та Осадчий. Захищали підсудних 15 відомих московських адвокатів. Хід процесу висвітлювало 120 журналістів. Підсудні (53 інженерно-технічних працівники вугільної промисловості, серед яких — керівники «Донвугілля», Управління нового будівництва Донбасу, 5 директорів шахт та рудоуправлінь, 5 головних інженерів шахт, чотири німецьких спеціалісти та ін.) були звинувачені у приналежності до «контрреволюційної організації», що діяла в 1922—1928 у Шахтинському (звідси і назва справи) та ін. районах Донбасу, у Харкові та Москві.
ОДПУ пред'явило обвинувачення підсудним у намаганні зруйнувати вугільну промисловість Донбасу — найважливішої паливної бази СРСР і таким чином зірвати індустріалізацію СРСР. Їх було звинувачено, що вони під керівництвом так званого паризького центру («Об'єднання колишніх гірничопромисловців Півдня Росії») та «Польського об'єднання колишніх директорів і власників вугільних підприємств у Донбасі» здійснювали акти шкідництва і саботажу (висаджували у повітря і затоплювали шахти, підпалювали електростанції, псували устаткування тощо).
Справа готувалася заздалегідь. Про неї було відомо вищому керівництву Компартії України (зокрема, генеральному секретарю Л. Кагановичу). Початок «розробки» справи пов'язаний з кар'єристськими претензіями повноважного представника ОДПУ по Північно-Кавказькому краю Ю. Євдокимова. З санкції Й. Сталіна Ю. Євдокимов провів масові арешти спеціалістів, начальників рудоуправлінь, співробітників трестів. 13 березня 1928 у газеті «Известия ЦИК и ВЦИК» було надруковано офіційне повідомлення Прокурора Верховного Суду СРСР, в якому, зокрема, йшлося:
| «На Північному Кавказі, в Шахтинському районі Донбасу органами ОДПУ при прямому сприянні робітників розкрито контрреволюційну організацію, що мала собі за мету дезорганізацію та руйнування кам'яновугільної промисловості цього району. Керівний орган цієї організації, що підтверджується безперечними даними слідства, знаходиться за кордоном і складається з колишніх капіталістичних власників і акціонерів кам'яновугільних підприємств Донецького басейну, що мали тісні зв'язки з окремими агентами деяких німецьких промислових фірм та польською контррозвідкою… Слідством встановлено, що робота цієї контрреволюційної організації, що діяла протягом кількох років, виявилася в злісному саботажі та прихованій дезорганізації діяльності, в підриві кам'яновугільного господарства методами нераціонального будівництва, непотрібних витрат капіталу, зниженні якості продукції, підвищенні собівартості, а також в прямому зруйнуванні шахт, рудників, заводів тощо…» |

## Абсурдність звинувачення
Згідно з матеріалами слідства, вказівка на необхідність початку шкідницьких дій була віддана службовцям колишніми власниками на нараді власників і інженерів в Ростові-на-Дону в 1920-му році, під час з'їзду ради гірничопромисловців, яка відбувалася після звільнення Донбасу частинами Червоної Армії. До 1924-го року інженери виконували вказівки в індивідуальному порядку, з 1922-го намагалися відновити зв'язок з організаторами шкідництва, використовуючи особисте листування. З 1922-го року на копальнях формуються шкідницькі організації, які отримують гроші від колишніх власників для:
| «збереження в порядку відібраних у них шахт, для переобладнання і поліпшення їх і, нарешті, для приховання від радянської влади найбільш цінних родовищ з тим, щоб найбільш важливі підземні багатства на момент падіння Радянської влади могли бути повернені власникам незайманими і невиснаженими»[1]. |
На фінансування шкідницької діяльності зарубіжною розвідкою і контрреволюцією було виділено до 700 тисяч рублів. При цьому, технічний персонал шахт і копалень свої шкідницькі дії заперечував, пояснюючи їх «неполадками».
Не обтяжував себе пошуками справжніх доказів і «радянський суд». Суд постійно доводив під час процесу, що «фактично ознаки шкідництва як такого, не є обов'язковою для його виявлення умовою, оскільки існує так зване „приховане“ і „тонке“ шкідництво, і зовні людина може справляти добре враження, але разом з тим бути „прихованим“ ворогом».
| «Досвідченіші і обережніші шкідники, (наприклад інженер Кузьма), проводили шкідництво так тонко і обачно, що не лише не було помітне його слідів, але, навпаки, зовні копальня справляла дуже чудове враження»[2], — з матеріалів слідства. |

## Вирок
Під час судового слідства «визнали» свою провину повністю 20 обвинувачених, частково — 11, не визнали — 22. Вирок оголошено 5 липня 1928:
- 11 обвинувачених засуджено до розстрілу;
- трьох — до 10 років позбавлення волі з обмеженням у правах на 5 років та конфіскацією майна;
- 21 — на термін ув'язнення від 4 до 8 років;
- 10 — від 1 до 3 років;
- четверо — засуджені умовно;
- четверо (німецькі спеціалісти) — визнані невинними.

Згодом підсудним Миколі Березовському, Олексію Казаринову, Юрієві Матову, Сергієві Братановському, Георгієві Шадлуну та Миколі Бояршинову вищу міру покарання замінили позбавленням волі на 10 років з суворою ізоляцією, обмеженням у правах на 5 років та конфіскацією майна.
9 липня 1928 розстріляні завідувач підвідділу механізації «Донвугілля» Микола Горлецький, старший інженер проектного відділу УНБ Микола Кржижановський, технік-консультант з експорту антрациту в Парижі Авраам Юсевич, Микола Бояринов та Семен Будний (посади яких у вироку не зазначені).
Сталінський режим використав цей процес для розгортання масової кампанії переслідування «буржуазних» фахівців за «шкідництво» та придушення будь-якого опору авантюристичним темпам індустріалізації країни. Зокрема, під час проведення слідства та суду над шахтинцями співробітники Артемівського та Сталінського окрвідділів ДПУ розпочали кримінальні справи на кілька десятків спеціалістів вугільної промисловості (так звані «шахтинські справи») і спрямували їх на закритий розгляд Особливих нарад при колегіях ОДПУ СРСР та ДПУ УСРР.
Четверо із головних обвинувачених у справі, засуджених до смертної кари, забезпечили на початку 30-х років будівництво і розвиток Карагандинського вугільного басейну..

## Серед репресованих
- Антонов Петро Ілліч
- Бабенко Сергій Олександрович
- Башкін Абрам Борисович
- Беленко Венедикт Іванович
- Березовський Микола Миколайович
- Бояринов Микола Антонович
- Бояришников Микола Прокопович
- Братановський Сергій Павлович
- Будний Семен Захарович
- Валіковський Андрій Костянтинович
- Владимирський Володимир Васильович
- Горлецький Микола Миколайович
- Горлов Іван Григорович
- Деттер Олександр Васильович
- Еліадзе Олександр Якович
- Іменітов Соломон Григорович
- Казаринов Олексій Іванович
- Калганов Микола Юхимович
- Калнін Петро Ернестович
- Колодуб Андрій Кирилович
- Колодуб Омелян Кирилович
- Кржижановський Микола Костянтинович
- Кузьма Леонард Бернардович
- Кулінченко Євген Володимирович
- Люрі Володимир Володимирович
- Лямін Іполит Михайлович
- Матов Юрій Миколайович
- Мєшков Леонід Миколайович
- Нашивочніков Василь Миколайович
- Некрасов Олександр Євдокимович
- Некрасов Іван Іванович
- Овчарек Мечислав Антонович
- Одров Володимир Клавдіанович
- Петров Василь Пилипович
- Потьомкін Григорій Петрович
- Рабинович Лазар Григорович
- Ржепецький Владислав Станіславович
- Скорутто Микола Йосипович
- Соколов Валерій Олімпійович
- Стояновський Іван Кирилович
- Сущевський Дмитро Михайлович
- Файєрман Павло Маркович
- Федорович Йосип Йосипович
- Чинакал Микола Андрійович
- Чорнокнижников Степан Юхимович
- Шадлун Георгій Акимович
- Штельбрінк Віктор Едуардович
- Юсевич Авраам Якович